# USS Sampson (DDG-102)
Pour les autres navires du même nom, voir USS Sampson.
L’USS Sampson (DDG-102) est un destroyer américain de classe Arleigh Burke, en service depuis le 3 novembre 2007. Il est nommé d'après le militaire William T. Sampson. Il a été construit au chantier naval Bath Iron Works dans le Maine et son port d’attache est la base navale de San Diego.

## Dans la culture populaire
Ce navire est présent dans le film Battleship (2012), commandé par Stone Hopper. Il est le premier navire détruit par un tir extraterrestre. À noter que le nom du capitaine du navire est aussi le nom d'un destroyer de la classe Arleigh Burke